# Asparagus subulatus
Asparagus subulatus là một loài thực vật có hoa trong họ Măng tây. Loài này được Thunb. mô tả khoa học đầu tiên năm 1794.